# Inzing (Tyrol)
Inzing – gmina w Austrii, w kraju związkowym Tyrol, w powiecie Innsbruck-Land. Liczy 3678 mieszkańców (1 stycznia 2015).